# Zwieselberg
Zwieselberg é uma comuna da Suíça, no Cantão Berna, com cerca de 240 habitantes. Estende-se por uma área de 2,45 km², de densidade populacional de 98 hab/km². Confina com as seguintes comunas: Amsoldingen, Höfen, Reutigen, Spiez, Tune.
A língua oficial nesta comuna é o Alemão.